# Morti nel 950
| Questa pagina contiene informazioni ricavate automaticamente dalle voci biografiche con l'ausilio del template Bio e di un bot. L'aggiornamento è periodico e automatico e ricostruisce completamente la pagina. Se manca una persona in questa lista, sei pregato di non aggiungerla, ma accertati piuttosto che la sua voce biografica contenga il template Bio e che i dati anagrafici siano correttamente compilati. Se il template Bio manca, inseriscilo tu stesso o, in alternativa, metti l'avviso {{tmp\|Bio}} che ne segnala la mancanza. Se i dati riportati sono sbagliati, correggi direttamente la voce biografica; le modifiche saranno visibili in questa lista entro pochi giorni. Per chiarimenti vedi il progetto biografie. La lista contiene solo le 7 persone che sono citate nell'enciclopedia e per le quali è stato implementato correttamente il template Bio. Pagina aggiornata al 19 ott 2024. |

- 15 aprile - Rutardo di Strasburgo, vescovo cattolico tedesco
- 22 novembre - Lotario II d'Italia, re
- Al-Farabi, filosofo (n. 870)
- Al-Qahir, califfo (n. 899)
- Cristodulo I di Gerusalemme, arcivescovo bizantino
- Bernardo di Périgord, conte
- Hywel Dda ap Cadell, sovrano